# Haemaphlebia
Haemaphlebia là một chi bướm đêm thuộc họ Noctuidae.